# Collisione satellitare
In senso stretto, una collisione satellitare si verifica quando due corpi si scontrano mentre sono in orbita intorno a un terzo corpo di dimensioni molto maggiori come può esserlo un pianeta o un satellite.
In senso lato, questa definizione può includere le collisioni tra corpi con traiettorie sub-orbitali o dotate della velocità di fuga con un corpo in orbita. Esempi di tale tipo sono rappresentati dai test Anti-satellite condotti dall'Unione sovietica, dagli Stati Uniti e dalla Cina.

## Collisioni tra satelliti naturali
A oggi non sono state osservate collisioni tra satelliti naturali di un pianeta o di un satellite naturale del sistema solare. In passato probabili collisioni possono aver riguardato:
- i crateri da impatto su molti satelliti di Giove e Saturno formatisi a seguito di collisioni con satelliti più piccoli anche se può essersi trattato di collisioni con asteroidi e comete avvenute durante l’intenso bombardamento tardivo;
- il lato nascosto della Luna formatosi a seguito dell’impatto di una luna più piccola formatasi anch’essa, come la stessa Luna, in base alla teoria dell’impatto gigante;
- i corpi che formano gli anelli di Saturno che si ritiene si scontrino continuamente aggregandosi e dando luogo a detriti di dimensioni limitate orbitanti in un sottile piano. Anche se si pensa che si tratti di un processo in corso, tali collisioni non sono mai state osservate direttamente.

## Collisioni con satelliti artificiali
Sono tre i tipi di collisioni riguardanti satelliti artificiali in orbita sulla Terra.
- Collisioni intenzionali tese a distruggere i satelliti sia per collaudare armi anti-satellite sia per distruggere satelliti che possono rappresentare un pericolo nel caso di un loro rientro in atmosfera tra cui:
  - diversi test condotti durante il programma spaziale sovietico Istrebitel Sputnik nel corso degli anni 1970-1980, che riguardavano la distruzione dei satelliti bersaglio IS-P, DS-P1-M e Lira, messi in orbita appositamente per il test, ad opera dei satelliti IS-A;
  - la distruzione nel 1985 del satellite di ricerca solare americano P78-1 durante il test missilistico ASM-135 anti-satellite;
  - la distruzione nel 2007 del satellite meteorologico cinese Fungyun FY-1C durante un test missilistico;
  - la distruzione nel 2008 del satellite di ricognizione militare americano USA-193 in decadimento orbitale ad opera di un missile americano SM-3.
- Collisioni non intenzionali a bassa velocità durante operazioni di avvicinamento e attracco tra cui:
  - la collisione nel 1994 fra il velivolo con equipaggio Soyuz TM-17 e la stazione spaziale russa Mir;
  - la collisione a bassa velocità nel 1997 fra la navicella spaziale di rifornimento Progress M-34 e la stazione spaziale Mir durante una manovra di attracco manuale;
  - la collisione a bassa velocità fra la navicella spaziale americana DART e il satellite americano di comunicazioni MUBLCOM durante le manovre di avvicinamento.
- Collisioni accidentali ad alta velocità tra satelliti operativi e detriti orbitali tra cui:
  - la collisione nel 1996 tra il satellite di ricognizione francese Cerise e i detriti di un razzo Ariane;
  - la collisione nel 2009 fra il satellite di comunicazioni Iridium 33 e il relitto russo della navicella spaziale Kosmos 2251, che portò alla distruzione di entrambi;
  - la collisione del 22 gennaio 2013 tra i detriti del satellite Fengyun FY-1C e il nano-satellite russo BLITS;
  - la collisione del 22 maggio 2013 tra due CubeSat, l’ecuadoriano NEE-01 Pegaso e l’argentino CubeBug-1, con le particelle della nuvola di detriti del razzo Tsyklon-3 seguite al lancio del satellite Kosmos 1666[1].

## Impatti di navicelle spaziali con satelliti naturali
- La prima navicella a schiantarsi sulla Luna è stata la sovietica Luna 2 il 14 settembre 1959.
- Non ci sono mai stati impatti con i satelliti di Marte.
- Non ci sono mai stati impatti con i satelliti di Giove. Da notare che al fine di evitare la collisione con Europa e la sua possibile contaminazione con microbi terrestri, la navicella spaziale della NASA, Galileo, è stata intenzionalmente distrutta facendola entrare nell’atmosfera di Giove il 21 settembre 2003.
- Non ci sono mai state collisioni con i satelliti di Saturno. Da notare che la sonda dell’Agenzia Spaziale Europea, Cassini-Huygens, ha effettuato un atterraggio controllato su Titano il 14 gennaio 2005.